# Volleyball Thailand League 2016-2017 (maschile)
La Volleyball Thailand League 2016-2017 si è svolta dal 19 novembre 2016 al 19 marzo 2017: al torneo hanno partecipato otto squadre di club thailandesi e la vittoria finale è andata per la prima volta all'Air Force Volleyball Club.

## Regolamento

### Formula
Le squadre hanno disputato un girone all'italiana, con gare di andata e ritorno.

### Criteri di classifica
Se il risultato finale è stato di 3-0 o 3-1 sono stati assegnati 3 punti alla squadra vincente e 0 a quella sconfitta, se il risultato finale è stato di 3-2 sono stati assegnati 2 punti alla squadra vincente e 1 a quella sconfitta.
L'ordine del posizionamento in classifica è stato definito in base a:
- Numero di partite vinte;
- Punti;
- Ratio dei set vinti/persi;
- Ratio dei punti realizzati/subiti;
- Risultati degli scontri diretti.

## Squadre partecipanti
| Club                 | Città             | Palazzetto                                | Stagione precedente              |
| -------------------- | ----------------- | ----------------------------------------- | -------------------------------- |
| Air Force            | Bangkok           | Chandrubeksa Stadium Bangkok              | -                                |
| Fitness Samutsakhon  | Bangkok           | Ramkhamhaeng Gymnasium Bangkok            | -                                |
| Kasetsart            | Bangkok           | Chantana Yingyong Bangkok                 | 6ª in Volleyball Thailand League |
| Nakhon Ratchasima    | Nakhon Ratchasima | Rajabhat University Nakhon Ratchasima     | 2ª in Volleyball Thailand League |
| Rangsit Pathum Thani | Pathum Thani      | Rangsit University Gymnasium Pathum Thani | -                                |
| DFRL Phitsanulok     | Phitsanulok       | Main Stadium Phitsanulok                  | Campione di Thailandia           |
| Ratchaburi           | Ratchaburi        | Main Stadium Ratchaburi                   | 5ª in Volleyball Thailand League |
| Sisaket KVC          | Sisaket           | Wi Sommai Sisaket                         | 4ª in Volleyball Thailand League |

## Torneo

### Risultati
| Girone di andata |                                |     |                                   |
|                  |                                |     |                                   |
| 19-11            | Pathum Thani-F. Bangkok        | 0-3 | 16-25, 20-25, 15-25               |
| 19-11            | A. Bangkok-Nakhon Ratchasima   | 2-3 | 25-23, 18-25, 23-25, 25-21, 4-15  |
| 20-11            | K. Bangkok-Sisaket             | 1-3 | 15-25, 25-22, 14-25, 18-25        |
| 20-11            | Ratchaburi-Phitsanulok         | 3-2 | 33-31, 20-25, 26-24, 22-25, 15-13 |
| 26-11            | Phitsanulok-Nakhon Ratchasima  | 2-3 | 25-23, 25-22, 13-25, 19-25, 13-15 |
| 26-11            | Sisaket-F. Bangkok             | 3-2 | 26-28, 25-23, 18-25, 28-26, 15-13 |
| 27-11            | A. Bangkok-Ratchaburi          | 3-2 | 25-17, 25-16, 16-25, 28-30, 15-11 |
| 27-11            | Pathum Thani-K. Bangkok        | 0-3 | 12-25, 26-28, 23-25               |
| 03-12            | Nakhon Ratchasima-K. Bangkok   | 3-0 | 25-17, 25-20, 25-18               |
| 03-12            | Ratchaburi-Sisaket             | 3-0 | 25-18, 34-32, 25-23               |
| 04-12            | Phitsanulok-Pathum Thani       | 3-0 | 25-18, 25-15, 25-19               |
| 04-12            | F. Bangkok-A. Bangkok          | 3-1 | 25-20, 25-20, 25-27, 25-19        |
| 10-12            | Nakhon Ratchasima-Pathum Thani | 3-0 | 25-13, 25-18, 25-12               |
| 10-12            | Sisaket-A. Bangkok             | 0-3 | 19-25, 14-25, 21-25               |
| 10-12            | K. Bangkok-Phitsanulok         | 1-3 | 18-25, 25-23, 17-25, 18-25        |
| 11-12            | Ratchaburi-F. Bangkok          | 1-3 | 29-31, 13-25, 25-19, 22-25        |
| 18-12            | F. Bangkok-Nakhon Ratchasima   | 0-3 | 21-25, 23-25, 21-25               |
| 18-12            | Phitsanulok-Sisaket            | 3-0 | 28-26, 25-19, 25-22               |
| 21-12            | Pathum Thani-A. Bangkok        | 0-3 | 21-25, 12-25, 12-25               |
| 21-12            | K. Bangkok-Ratchaburi          | 0-3 | 26-28, 27-29, 17-25               |
| 24-12            | Sisaket-Pathum Thani           | 3-1 | 25-21, 21-25, 25-14, 25-15        |
| 25-12            | A. Bangkok-Phitsanulok         | 3-0 | 25-20, 26-24, 25-17               |
| 25-12            | F. Bangkok-K. Bangkok          | 3-0 | 25-17, 25-22, 25-16               |
| 25-12            | Ratchaburi-Nakhon Ratchasima   | 0-3 | 23-25, 20-25, 15-25               |
| 07-01            | K. Bangkok-A. Bangkok          | 0-3 | 19-25, 16-25, 23-25               |
| 07-01            | Nakhon Ratchasima-Sisaket      | 3-0 | 25-8, 25-16, 25-18                |
| 08-01            | Pathum Thani-Ratchaburi        | 0-3 | 12-25, 15-25, 17-25               |
| 08-01            | Phitsanulok-F. Bangkok         | 3-0 | 25-20, 27-25, 25-15               |

| Girone di ritorno |                                |     |                                  |
|                   |                                |     |                                  |
| 22-01             | Nakhon Ratchasima-F. Bangkok   | 1-3 | 25-21, 31-33, 25-27, 28-30       |
| 22-01             | Sisaket-Phitsanulok            | 1-3 | 12-25, 15-25, 25-23, 18-25       |
| 22-01             | Ratchaburi-K. Bangkok          | 3-0 | 25-13, 25-19, 25-22              |
| 28-01             | Sisaket-Nakhon Ratchasima      | 0-3 | 11-25, 18-25, 19-25              |
| 28-01             | F. Bangkok-Phitsanulok         | 3-1 | 25-22, 25-20, 22-25, 25-22       |
| 29-01             | Ratchaburi-Pathum Thani        | 3-0 | 25-16, 25-15, 25-19              |
| 29-01             | A. Bangkok-K. Bangkok          | 3-0 | 25-22, 25-20, 25-19              |
| 04-02             | K. Bangkok-F. Bangkok          | 0-3 | 12-25, 17-25, 21-25              |
| 04-02             | Pathum Thani-Sisaket           | 0-3 | 17-25, 23-25, 20-25              |
| 05-02             | Phitsanulok-A. Bangkok         | 0-3 | 21-25, 15-25, 22-25              |
| 05-02             | Nakhon Ratchasima-Ratchaburi   | 3-0 | 25-20, 25-19, 25-22              |
| 11-02             | F. Bangkok-Pathum Thani        | 3-0 | 25-14, 25-15, 25-21              |
| 11-02             | Nakhon Ratchasima-A. Bangkok   | 1-3 | 21-25, 21-25, 25-17, 19-25       |
| 12-02             | Phitsanulok-Ratchaburi         | 0-3 | 19-25, 20-25, 28-30              |
| 13-02             | Sisaket-K. Bangkok             | 0-3 | 16-25, 22-25, 28-30              |
| 18-02             | Nakhon Ratchasima-Phitsanulok  | 3-0 | 25-14, 25-23, 25-23              |
| 19-02             | K. Bangkok-Pathum Thani        | 1-3 | 21-25, 25-18, 25-20, 25-20       |
| 19-02             | F. Bangkok-Sisaket             | 3-0 | 25-20, 25-22, 27-25              |
| 19-02             | Ratchaburi-A. Bangkok          | 2-3 | 25-23, 25-22, 23-25, 23-25, 9-15 |
| 05-03             | A. Bangkok-Pathum Thani        | 3-0 | 25-15, 25-13, 25-15              |
| 11-03             | Pathum Thani-Nakhon Ratchasima | 0-3 | 14-25, 13-25, 14-25              |
| 12-03             | Phitsanulok-K. Bangkok         | 0-3 | 23-25, 17-25, 20-25              |
| 12-03             | A. Bangkok-Sisaket             | 3-0 | 25-21, 25-17, 25-19              |
| 12-03             | F. Bangkok-Ratchaburi          | 1-3 | 22-25, 16-25, 25-19, 22-25       |
| 18-03             | K. Bangkok-Nakhon Ratchasima   | 1-3 | 25-23, 21-25, 19-25, 17-25       |
| 19-03             | A. Bangkok-F. Bangkok          | 3-1 | 25-21, 19-25, 27-25, 27-25       |
| 19-03             | Pathum Thani-Phitsanulok       | 0-3 | 17-25, 25-27, 21-25              |
| 19-03             | Sisaket-Ratchaburi             | 1-3 | 17-25, 25-20, 16-25, 20-25       |

### Classifica
| Pos. | Squadra              | Pt | G  | V  | P  | SV | SP | Ratio | PF    | PS    | Ratio |
| ---- | -------------------- | -- | -- | -- | -- | -- | -- | ----- | ----- | ----- | ----- |
| 1.   | Air Force            | 35 | 14 | 12 | 2  | 39 | 12 | 3.250 | 1 194 | 1 030 | 1.159 |
| 2.   | Nakhon Ratchasima    | 34 | 14 | 12 | 2  | 38 | 11 | 3.454 | 1 187 | 951   | 1.248 |
| 3.   | Ratchaburi           | 28 | 14 | 9  | 5  | 32 | 19 | 1.684 | 1 189 | 1 111 | 1.070 |
| 4.   | Fitness Samutsakhon  | 28 | 14 | 9  | 5  | 31 | 19 | 1.631 | 1 196 | 1 101 | 1.086 |
| 5.   | DFRL Phitsanulok     | 20 | 14 | 6  | 8  | 23 | 26 | 0.884 | 1 108 | 1 095 | 1.011 |
| 6.   | Kasetsart            | 12 | 14 | 4  | 10 | 15 | 31 | 0.483 | 964   | 1 095 | 0.880 |
| 7.   | Sisaket KVC          | 11 | 14 | 4  | 10 | 14 | 34 | 0.411 | 1 001 | 1 134 | 0.882 |
| 8.   | Rangsit Pathum Thani | 0  | 14 | 0  | 14 | 2  | 42 | 0.047 | 764   | 1 097 | 0.696 |

| Campione di Thailandia | Retrocessa in Pro Challenge |

## Classifica finale
| Pos                   | Squadra              | Qualificazione                 |
| --------------------- | -------------------- | ------------------------------ |
| Thailandia (bandiera) | Air Force            | Thai-Denmark Super League 2017 |
| Thailandia (bandiera) | Air Force            | AVC Club Championship 2017     |
| 2                     | Nakhon Ratchasima    | Thai-Denmark Super League 2017 |
| 3                     | Ratchaburi           | Thai-Denmark Super League 2017 |
| 4                     | Fitness Samutsakhon  | Thai-Denmark Super League 2017 |
| 5                     | DFRL Phitsanulok     | Thai-Denmark Super League 2017 |
| 6                     | Kasetsart            | Thai-Denmark Super League 2017 |
| 7                     | Sisaket KVC          | Pro Challenge 2017-18          |
| 8                     | Rangsit Pathum Thani | Pro Challenge 2017-18          |

## Premi individuali
| Premio                | Nome                    | Squadra           |
| --------------------- | ----------------------- | ----------------- |
| MVP                   | Pusit Phonarin          | Air Force         |
| Miglior palleggiatore | Saranchit Charoensuk    | Air Force         |
| Miglior opposto       | Pusit Phonarin          | Air Force         |
| Miglior schiacciatore | Wanchai Tabwises        | Nakhon Ratchasima |
| Miglior schiacciatore | Patcharapon Puangbubpha | Air Force         |
| Miglior centrale      | Kissada Nilsawai        | Air Force         |
| Miglior centrale      | Wutthichai Suksala      | Nakhon Ratchasima |
| Miglior libero        | Piyarat Toontupthai     | Air Force         |